# Chronicon Paschale
Chronicon Paschale také Chronicum Alexandrinum, Constantinopolitanum či Fasti Siculi je řecká křesťanská kronika světa pocházející ze 7. století. Její název pochází z chronologie založené na křesťanském velikonočním cyklu a autor ji nazval Ztělesněním věků od Adama prvního člověka do 17. roku vlády největšího Augusta Herakleia.
Chronicon Paschale navazuje na dřívější kroniky. Roky 600 až 627 autor popisuje jako současník, patrně poslední léta vlády císaře Maurikia, vlády Foka a prvních sedmnáct let vlády Herakleia.
Kronika obsahuje fyzické popisy hlavních osobností, mimořádné události, jako jsou zemětřesení a výskyt komet, spojuje církevní dějiny s údajnou biblickou chronologií. Sempronius Asellio poukazuje na rozdíl v přitažlivosti díla a stylu kompozice, která odlišovala kronikáře (Annales) od historiků (Historia) Východořímské říše.
Autor kroniky se identifikuje jako současník císaře Herakleia a patrně byl duchovním v suitě ekumenického patriarchy Sergia I. Konstantinopolského. Samotná kronika pak patrně vznikla během posledních deseti let života císaře Herakleia.
Nejvýznamnějšími díla použitá v kronice jsou díla Fasti consulares Sexta Iuliana Africana, kronika a církevní dějiny Eusebia  z Kaisareie, Acta Martyrum Jana Malalase a pojednání Epifania, biskupa ze Salaminy.